# Історія нового імені
Історія нового імені (італ. Storia del nuovo cognome) — роман 2012 року, написаний італійською письменницею Еленою Ферранте. Це друга частина з чотирьох серії «Неаполітанські романи».

## Сюжет
Ліла та Стефано повертаються з медового місяця на узбережжі Амальфі. Після подій першої частини, коли Стефано подарував Марчелле черевики, зроблені Лілою власноруч, вона зрозуміла, що він не та людина, яку вона знала. Вони сваряться в машині дорогою у весільну подорож і Стефано дає Лілі ляпаса. У готелі сварка продовжується, Стефано б'є Лілу, і їхня перша шлюбна ніч перетворюється на зґвалтування. Більшість сусідів після цього більше поважають Стефано, вважаючи Лілу занадто свавільною.
Ліла працює спочатку в ковбасній крамниці чоловіка, а потім у взуттєвій крамниці — спільному бізнесі брата й батька Ліли зі Стефаном та братами Соларами. Вона вагітніє, але в неї стається викидень. Сім'ї Ліли та Стефано тиснуть її знову завагітніти, звинуваючи в тому, що вона не змогла зберегти дитину. Лікар рекомендує їй провести сезон на морі, щоб набратися сил, і Стефано вирішує відправити її на відпочинок зі своєю вагітною сестрою Пінуччою, яка вийшла заміж за Ріно, брата Ліли, і Ліліною матір'ю Нунцією. Ліла, нажахана перспективою кількох місяців наодинці з матір'ю та невісткою, вмовляє Елену поїхати з нею. Елена, яка таємно закохана в Ніно Сарраторе, погоджується за умови, що вони поїдуть на острів Іскія, знаючи, що там буде Ніно. Ліла, Лену, Ніно, вагітна Пінучча та друг Ніно Бруно Соккаво проводять дні на пляжі, обговорюючи літературу та політику. Пінучча закохується в Бруно й, налякана цим, зі скандалом вмовляє чоловіка, Ріно, забрати її назад у Неаполь. Ніно й Ліла закохуються та починають роман. Коли вони влаштовують собі цілу ніч разом, обманувши матір, Лену, пригнічена й із розбитим серцем, що Ліла забрала її коханого, на пляжі піддається залицянням Донато Сарраторе, батька Ніно, який приставав до неї кілька років тому, і втрачає з ним цноту, аби не відставати від Ліли.
Лену засуджує поведінку Ліли і, як і інші, критикує її за те, що вона зневажливо ставиться до свого чоловіка, натомість Стефано за побої та насильство не засуджує, бо він має на то причини. Після повернення з відпустки Лену й Ліла не спілкуються більше року, Лену не хоче бути учасницею Ліліної драми й зосереджується на навчанні. Лену здає випускні іспити, й одна з екзаменаторок радить їй спробувати вступити до Вищої нормальної школи в Пізі, де вона може вчитися безкоштовно. Лену здає вступні іспити й поступає. Перед від'їздом вона вирішує зайти до Ліли у взуттєву крамницю і знаходить там Лілу з Ніно. Ліла розповідає, що вони таємно зустрічаються в крамниці в обідній час протягом цілого року і що вона вагітна від Ніно й збирається покинути Стефано.
Ліла за свої заощадження знімає квартиру для них із Ніно. Повідомляє Стефано, що йде від нього, а коли він кидається на неї з кулаками, пригрожує йому ножем. Вона зникає й ніхто не знає, де вона. Але щасливе життя з Ніно триває лише 23 дні. Вона починає його тяготити своєю поведінкою, відсутністю освіти, відсутністю грошей, необхідністю нести відповідальність за дитину, і він тікає. Антоніо знаходить Ніно за наказом Марчелло Солара й б'є його до непритомності, примушуючи пообіцяти не повертатися до Ліли. Друг дитинства Ліли Енцо Сканно відводить її назад до чоловіка, обіцяючи вбити його, якщо він її почне бити. Стефано на сьомому небі від щастя, що Ліла повернулася, радий дитині й не вірить, коли вона каже, що це не його дитина, і весь район негласно вирішує, що Ліла просто гостювала в Лену в Пізі.
Тим часом Лену непросто дається навчання через її бідність, відсутність достатніх інтелектуальних знань, а також через глузування інших студентів із її неаполітанського акценту. У неї зав'язуються стосунки із забезпеченим студентом Франко Марі, який дарує їй подарунки, сукні, нові окуляри й везе в Париж. Вони сплять разом, через що в Лену з'являється репутація дівчини легкої поведінки. Їхні стосунки завершуються, коли Франко виключають зі школи, пізніше Лену починає стосунки з П'єтро Айротою, сином відомого професора.
Готуючись до дисертації, Лену з огидою згадує про свій перший секс із Донато Сарраторе і пише про це та інші переживання зі свого життя в блокноті. Вона дарує блокнот зі своєю повістю П'єтро в день їхніх заручин, той передає її своїй матері Адель, у якої є знайомства у видавничному світі, і книжку вирішують опублікувати. Лену отримує величезний гонорар.
Після смерті вчительки Олів'єро Лену отримує від її сестри коробку зі своїми шкільними зошитами і серед них знаходить «Блакитну фею» — оповідання, яке Ліла написала в 10 років. Вона перечитує його й усвідомлює, що це оповідання зародило в ній зерна її письменницького таланту.
Тим часом Ліла народила сина, якого назвали Дженнаро, як і її брата (Ріно). Вона витрачає багато часу на розвиток та навчання дитини, тому що хоче, що на нього чекала краща доля, ніж на дітей із цього району. Стефано заводить роман із Адою, вона вагітніє від нього. Ліла забирає сина й погоджується поїхати з дому разом із Енцо. Вони починають жити разом у пошарпаній темній квартирці, але Ліла одразу сказала Енцо, що вона більше не здатна щось відчувати й що вони не спатимуть разом. Вона починає працювати на ковбасній фабриці Бруно Соккаво в жахливих умовах, бруді й смороді. Лену йде відвідати її туди, щоб поділитися, як «Блакитна фея» вплинула на неї, розповісти, що її книжку видають, про що вони разом мріяли в дитинстві. Ліла забирає «Блакитну фею», а коли Лену йде, кидає її у вогонь.
Роман закінчується, коли Лену в книжковому магазині вперше презентує свою книгу. Один із критків у авдиторії нападає на неї, називаючи книгу непристойною, і звинувачує видавництво в тому, що вони готові видавати будь-який непотріб у погоні за прибутками. На її подив, один із глядачів починає її захищати, і вона впізнає в ньому Ніно Сарраторе.

## Персонажі
Родина Черулло (родина чоботаря):
- Фернандо Черулло — чоботар, батько Ліли. Не дозволив дочці продовжити навчання після того, як вона закінчила початкову школу.
- Нунція Черулло — мати Ліли. Підтримує дочку, але не має достатнього впливу, щоб виступити проти рішення чоловіка.
- Раффаелла Черулло — її називають також Ліна або Ліла. Народилася в серпні 1944 року. У шістдесят шість років безслідно зникла з Неаполя. Неймовірно здібна в школі, у десять років написала оповідання під назвою «Блакитна фея». Після початкової школи кидає навчання і опановує чоботарство.
- Ріно Черулло — старший брат Ліли, теж чоботар. Разом з батьком Фернандо завдяки Лілі та грошам Стефано Карраччі відкриває взуттєву фабрику «Черулло». Заручається із сестрою Стефано, Пінуччою Карраччі. Первістка Ліли назвали на його честь — Ріно.

Родина Ґреко (родина вахтера):
- Елена Ґреко, її ще називають Ленучча або Ленý. Народилася у серпні 1944 року. Авторка цієї довгої історії, яку ви читаєте. Елена починає її писати, коли дізнається, що подруга дитинства Ліна Черулло, яку вона називає лише Лілою, зникла. Після початкової школи Елена успішно продовжує навчання. Ще в дитинстві закохується у Ніно Сарраторе, але нікому не розповідає про свої почуття.
- Пепе, Джані та Еліза — молодші брати та сестра Елени.
- Батько — вахтер у мерії.
- Мати — домогосподарка. Її кульгавість не дає спокою Елені.

Родина Карраччі (родина дона Акілле):
- Дон Акілле Карраччі — чудовисько-страхолюд із казок, розбагатів торгівлею на чорному ринку під час війни, лихвар. Його вбили.
- Марія Карраччі — дружина дона Акілле, мати Стефано, Пінуччі та Альфонсо. Працює у родинній ковбасній крамниці.
- Стефано Карраччі — син покійного дона Акілле, чоловік Ліли. Управляє статками батька, разом із сестрою Пінуччою, братом Альфонсо та матір'ю Марією володіє прибутковою ковбасною крамницею.
- Пінучча — дочка дона Акілле. Працює у ковбасній крамниці. Заручена з братом Ліли, Ріно.
- Альфонсо — син дона Акілле. Однокласник Елени і її сусід по парті. Зустрічається з Марізою Сарраторе.

Родина Пелузо (родина столяра):
- Альфредо Пелузо — столяр. Комуніст. Його засудили за обвинуваченням в убивстві дона Акілле й посадили до в'язниці.
- Джузеппіна Пелузо — дружина Альфредо. Працює на тютюновій фабриці, живе заради дітей та ув'язненого чоловіка.
- Пасквале Пелузо — старший син Альфредо та Джузеппіни, муляр, комуніст-активіст. Він першим помітив красу Ліли й освідчився їй. Ненавидить Солар. Зустрічається з Адою Каппуччо.
- Кармела Пелузо, яка просить називати себе Кармен, — сестра Пасквале, продавчиня у магазині, згодом завдяки Лілі влаштовується на роботу до нової ковбасної крамниці Стефано. Зустрічається з Енцо Сканно.

Родина Каппуччо (родина божевільної вдови):
- Меліна — родичка Нунції Черулло, вдова. Заробляє тим, що миє під'їзди і сходи у багатоповерхових будинках старого району. У минулому була коханкою Донато Сарраторе, батька Ніно. Саме через це родина Сарраторе була змушена переїхати, і Меліна ледь не збожеволіла.
- Чоловік Меліни — розвантажував ящики з овочами та фруктами на ринку, загинув за невідомих обставин.
- Ада Каппуччо — дочка Меліни. Малою допомагала матері мити під'їзди у будинках. Завдяки Лілі влаштувалася продавчинею до старої ковбасної крамниці. Зустрічається з Пасквале Пелузо.
- Антоніо Каппуччо — її брат, механік. Зустрічається з Еленою, ревнує її до Ніно Сарраторе.

Родина Сарраторе (родина залізничника-поета):
- Донато Сарраторе — контролер-залізничник, поет, журналіст. Страшенний бабій, був коханцем Меліни Каппуччо. Коли Елена приїхала на канікули на Іскію, родина Сарраторе відпочивала у тому самому будинку, що й вона. Елена змушена була повернутися додому раніше, ніж передбачалося, щоб уникнути домагань Донато.
- Лідія Сарраторе — дружина Донато.
- Ніно Сарраторе — старший із п'яти дітей Донато і Лідії. Ненавидить батька. Дуже здібний студент.
- Маріза Сарраторе — сестра Ніно. Учиться абияк, планує стати секретаркою. Зустрічається з Альфонсо Карраччі.
- Піно, Клелія та Чиро Сарраторе — менші діти Донато і Лідії.

Родина Сканно (родина зеленяра):
- Нікола Сканно — зеленяр.
- Ассунта Сканно — дружина Ніколи.
- Енцо Сканно — син Ніколи і Ассунти, теж зеленяр. Лілі він подобався в дитинстві. Їхні стосунки розпочалися тоді, коли Енцо під час шкільних змагань виявив надзвичайні математичні здібності. Енцо зустрічається з Кармен Пелузо.

Родина Солари (родина власника бару-кондитерської з однойменною назвою):
- Сільвіо Солара — власник бару-кондитерської, монархіст-фашист, каморрист, замішаний у нелегальних справах району. Ставив палки в колеса відкриттю взуттєвої фабрики «Черулло».
- Мануела Солара — дружина Сільвіо, лихварка. Її червона боргова книга наводить страх на всіх мешканців району.
- Марчелло та Мікеле Солари — сини Сільвіо та Мануели. Зверхні й нахабні, але користуються популярністю серед дівчат району, окрім, звісно, Ліли. Марчелло закохується у Лілу, але вона йому відмовляє. Мікеле, трохи молодший за Марчелло, — більш холоднокровний, розумний і жорстокий. Зустрічається із Джильйолою, дочкою кондитера.

Родина Спаньйоло (родина кондитера):
- Синьйор Спаньйоло — кондитер бару-кондитерської «Солара».
- Роза Спаньйоло — дружина кондитера.
- Джильйола Спаньйоло — дочка кондитера, дівчина Мікеле Солари.

Родина Айроти:
- Айрота — викладач грецької літератури.
- Аделе — його дружина.
- Маріароза Айрота — старша дочка, викладачка історії мистецтва у Мілані.
- П'єтро Айрота — студент.

Учителі:
- Ферраро — учитель і бібліотекар. Коли Ліла та Елена були дітьми, він нагородив їх книжками за любов до читання.
- Олів'єро — учителька. Вона першою помітила потенціал Ліли та Елени. Ліла в десять років написала «Блакитну фею». Елені оповідання дуже сподобалося, і вона дала його почитати Олів'єро. Але вчителька, роздратована тим, що батьки Ліли не дозволили їй продовжити навчання, так нічого і не сказала про нього. Ба більше, вона забула про Лілу і зосередила увагу на успіхах Елени.
- Джераче — викладач у гімназії.
- Ґальяні — викладачка в ліцеї. Високоосвічена жінка, комуністка. Її відразу вразили розум і здібності Елени. Давала їй читати книжки, захистила під час сутички з викладачем теології."
- Інші герої:
- Джино — син аптекаря. Перший хлопець Елени.
- Нелла Інкардо — двоюрідна сестра Олів'єро. Живе в Барано на Іскії. Елена відпочивала в неї влітку.
- Армандо — студент-медик, син викладачки Ґальяні.
- Надя — студентка, дочка викладачки Ґальяні.
- Бруно Соккаво — друг Ніно Сарраторе, син багатого промисловця із Сан-Джованні-а-Тедуччо.
- Франко Марі — студент.

## Сприйняття
Книгу добре оцінили критики.
Джозеф Луцці, який пише для The New York Times, написав: «Елена Ферранте — це рідкісна пташка: настільки обдумано будує свою історію, що ви майже відмовляєтесь від неї, настільки талановита, що в кінці вона змушує вас розплакатися». Критики високо оцінили різноманітність голосів у книзі, від «ніжності та краси» моментів на острові Іскія, «інтенсивності юнацького кохання» до «долі жінок у чоловічому суспільстві».

Джоанна Волш коментує для The Guardian:
За неаполітанськими романами стоїть відчуття «насильства в кожному домі, у кожній родині», засноване на невимовному «до»: жорстокості Другої світової війни. Лену, вихована на неаполітанському діалекті, починає вільно говорити мовою шкільних підручників. Коли «сама мова фактично стала ознакою відчуження», вона залишає рідне місто і їде до університету. Коли хтось чіпляється до неї в автобусі, Лену повертається до діалекту: «Навіщо були ті роки навчання в гімназії, ліцеї, у Вищій нормальній школі? Щоб доїхати до Сан-Джованні, доводилося деградувати, ніби Ліла переїхала не на іншу вулицю чи площу, а в інший часовий вимір, повернулася у той страшний і темний період, без закону і поваги, коли ми ще навіть до школи не ходили. Я лаялася на діалекті непристойними словами, які чула в нашому районі, мене лаяли у відповідь, я погрожувала, мене виматюкали, я теж матюкалася у відповідь — брудне мистецтво, якого навчилася змалечку.»